# Endless Summer
"Endless Summer" er en sang fra den tyske sangerinde Oceana Mahlmann. Det er den officielle sang for Europamesterskabet i fodbold 2012 i Polen og Ukraine.
Den blev præsenteret af UEFA den 6. maj 2012, hvor den samme dag var tilgængelig for digital download. Den 11. maj udkom den som CD single i europæiske butikker. 

## Hitliste placeringer
| Hitliste (2012)          | Placering |
| ------------------------ | --------- |
| European Airplay Top 100 | 96        |
| European Digital Top 200 | 193       |
| France Airplay Top 250   | 223       |
| Germany Singles Top 100  | 40        |
| Germany Digital Top 100  | 50        |
| Italy FIMI               | 6         |
| Poland Airplay Top 5     | 1         |
| Ukraine Top 40           | 26        |